# Peperomia renifolia
Peperomia renifolia är en pepparväxtart som beskrevs av Gustav Adolf Hugo Dahlstedt. Peperomia renifolia ingår i släktet peperomior, och familjen pepparväxter. Inga underarter finns listade i Catalogue of Life.